# فريد هوشبرج
فريد هوشبرج (بالإنجليزية: Fred Hochberg) (و. 1951  م) هو سياسي أمريكي، ولد في مونت فيرنون، نيويورك، هو عضوٌ في الحزب الديمقراطي الأمريكي.

## التعليم
تعلم في جامعة نيويورك، وكلية كينيدي بجامعة هارفارد، وجامعة هارفارد، وجامعة كولومبيا.